# Proclamatie Willem Frederik

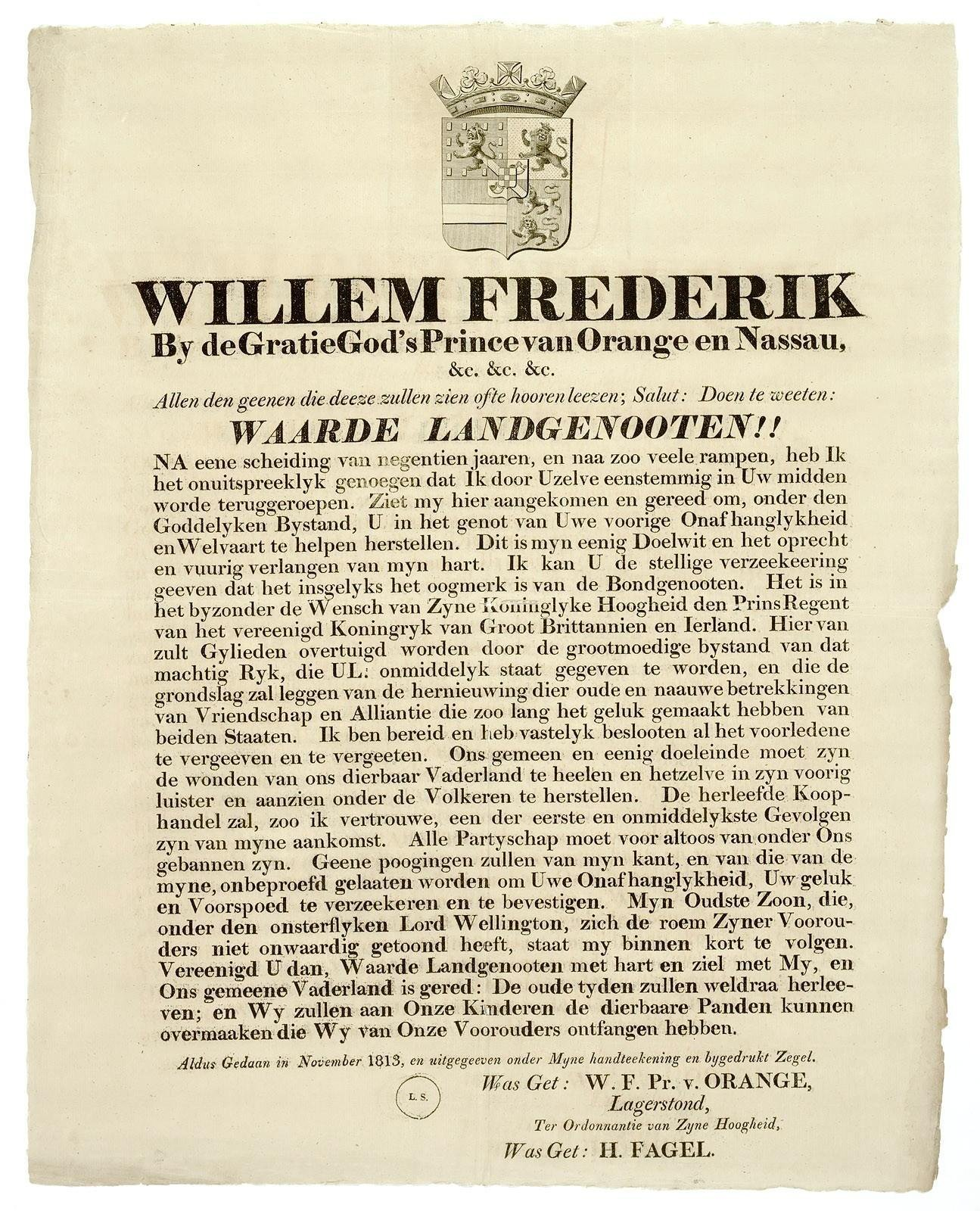
De Proclamatie van 1 december 1813

De Proclamatie van Willem Frederik, ook wel bekend als de Proclamatie van Willem 1, is een aankondiging waarin (op dat moment) prins Willem Frederik aankondigt dat hij is teruggekeerd op Nederlandse bodem. De naam is een verzamelnaam voor een aantal verschillende documenten die bij het Nationaal Archief in Den Haag onder één inventarisnummer worden bewaard. De volledige naam van de archiefstukken is 24 Proclamaties van en namens de Prins van Oranje en van andere autoriteiten over de terugkeer van de Prins, met een oproep van de Hollanders aan de Vlamingen en Brabanders om zich van het juk van de Franse heerschappij te bevrijden, gedrukt. 1813 nov..

## Historische context
Na de nederlagen van Napoleon op de Europese slagvelden is het mogelijk voor prins Willem Frederik na de vlucht van 1795 om de regering in de Nederlanden te aanvaarden. Op 30 november 1813 zet hij in Scheveningen voet aan wal. Op 1 december volgen de verschillende proclamaties waarin de prins aangeeft de volle steun te hebben van bondgenoten die Napoleon hebben verdreven, het verleden te vergeten en het vaderland in zijn luister te herstellen. Het document is ondertekend door de prins van Oranje, maar ook door Hendrik Fagel die op dat moment 'agent' was voor het Huis van Oranje-Nassau.